# Miia Maaranen
Miia Maaranen, född 2000, är en finländsk innebandysspelare som spelar för finländska SaiPa och finländska damlandslaget.
Miia Maaranen har med det finländska landslaget tagit guld i World Games år 2025.